# Spinasteron nigriceps
Spinasteron nigriceps là một loài nhện trong họ Zodariidae.
Loài này thuộc chi Spinasteron. Spinasteron nigriceps được Barbara C. Baehr miêu tả năm 2003.